# Gang (Spiel)
Der Gang (auch Ringerl, Durchmarsch oder Land genannt) ist ein Spiel, der beim Dreierschnapsen und Bauernschnapsen gespielt werden kann und neun Punkte zählt.

## Beschreibung
Das Ziel des Spielers, der den Gang ansagt, ist, alle Stiche zu machen. Bei diesem Spiel zählt die Trumpffarbe nicht, alle Farben sind gleichwertig. Wie im Spiel üblich, herrscht Stich- und Farbzwang. Stich- und Farbzwang bedeutet, dass ein Spieler in der gleichen Farbe stehen muss, sofern dies möglich ist. Ist ein Stechen nicht möglich, muss er eine Karte der gleichen Farbe zugeben. Hat er keine Karte dieser Farbe, muss er eine beliebige Karte abwerfen.
Der Gang kann von jedem Spieler gespielt werden, der Spieler des Gangs spielt die erste Karte aus. Der Sieger des Gang erhält neun Punkte.
Beim Viererschnapsen kann der Spieler des Gangs von seinem Spielpartner unterstützt werden, indem dieser hohe Karten abwirft, jedoch muss der Farbzwang beachtet werden.
Wird eine Karte des Spielers gestochen, ist der Gang verloren und die Gegner erhalten die neun Punkte. Ein sicher gewonnener Gang – d. h. mit Karten auf der Hand, die nicht gestochen werden können – wird als „aufgelegt“ bezeichnet.
Für den Gegenspieler mag es von Vorteil sein, „Gabeln“ zu halten, da der Gang damit eher gestochen werden kann. Eine „große Gabel“ im ist der Zehner und die Dame einer Farbe, solange Ass und König noch im Spiel sind oder Zehner und Bube einer Farbe, solange Ass und eine Dame oder ein König noch im Spiel sind. Eine „kleine Gabel“ ist der König und der Bube einer Farbe, solange ein Ass oder Zehner gefallen ist und noch die Dame im Spiel ist.

## Sonstiges
Beim Kartenspiel „Grüner Bube“ gibt es den Durch als Spiel, der auch als „Gang“ bezeichnet wird. Ebenfalls ist damit das Gewinnen aller Stiche gemeint.